# Nahoprutka
Nahoprutka (Teesdalia) je malý, jen dvěma druhy tvořený rod drobných, nejvýše do 15 až 20 cm dorůstajících, bíle kvetoucích rostlin. Vyskytuje se téměř v celé Evropě, na Středním východě a severozápadě Afriky. Byl rozšířen do Severní a Jižní Ameriky a také do Austrálie. V České republice ojediněle vyrůstá pouze jeden druh nahoprutka písečná (Teesdalia nudicaulis). Druhý druh Teesdalia coronopifolia se vyskytuje převážně na jihu Evropy.

## Popis
Jednoletá až dvouletá rostlina s přímými nebo vystoupavými, v trsu vyrůstajícími lodyhami (řídce jen s jednou) které jsou lysé nebo porostlé jednoduchými chlupy. Obvykle větvené lodyhy jsou bezlisté nebo pouze s jedním až třemi drobnými přisedlými lístky. Listy rostliny jsou soustředěny do přízemní růžice jejíž řapíkaté listy v obryse kopinaté jsou jen zřídka celokrajné, obvykle bývají různě členěné.
Na koncích větví vyrůstají v jednoduchých hroznovitých květenstvích drobné, čtyřčetné květy na stopkách které rozkvétají odspodu. Volné vejčité kališní lístky jsou asi 1 mm dlouhé. Bílé podlouhlé nebo obvejčité korunní lístky jsou větší než kališní a jejich vnitřní pár bývá delší než vnější. Tyčinek nesoucích vejčité prašníky bývá šest nebo jsou z nich dvě vnitřní redukované, vedle vnějších jsou nektaria. Semeník (obvykle se čtyřmi vajíčky) má krátkou čnělku s hlavičkovou bliznou. Květy jsou opylovány hmyzem nebo jsou samosprašné. Základní chromozómové číslo je x = 6.
Plody jsou zploštělé okrouhlé nebo obsrdčité dvoupouzdré pukavé šešulky vyrůstající na odstálých stopkách. Obsahují široce vejčitá, hladká semena která slizovatí. Nahoprutka se rozmnožuje semeny šířenými hlavně větrem.